# Tona (unitat)
Una tona és una unitat de mesura de la massa que equival a 1.000 kg. Aquesta unitat de mesura no forma part del Sistema Internacional, però la seva utilització està acceptada en aquest sistema des fa molt de temps, la tona i el seu símbol t van ser adoptats pel Comitè Internacional de Pesos i Mesures el 1879. El Sistema Internacional disposa d'una unitat per als 1.000 kg (10⁶ grams), el megagram, però mai ha tingut massa ús.
En els països anglòfons s'acostuma a denominar tona mètrica per a diferenciar-la d'altres unitats d'igual nom, la tona anglesa o tona llarga, que equival a 2.240 lliures o 1.016,047 kg, i la tona americana o curta, que equival a 2.000 lliures o 907,185 kg. En el cas britànic, la tona llarga va deixar d'utilitzar-se de manera oficial en el comerç a partir de la Weights and Measures Act del 1985.

## Símbol i abreviatures
El símbol del BIPM (Oficina Internacional de Pesos i Mesures) per a la tona és la t, adoptat al mateix temps que la unitat el 1879. El seu ús també és oficial per a la tona mètrica als Estats Units, havent estat adoptat per l'Institut Nacional d'Estàndards i Tecnologia (NIST) dels Estats Units.És un símbol, no una abreviatura, i no ha d'anar seguit d'un punt.
L'ús de la minúscula és significatiu, i l'ús d'altres combinacions de lletres pot portar a ambigüitat. Per exemple, T, MT i mT són els símbols del SI per a la tesla, megatesla i millitesla, respectivament. Mentrestant, Mt i mt són símbols compatibles amb el SI per a la megatona (un teragram) i la militona (un quilogram). Si es descriuen unitats d'energia equivalents al Equivalent en TNT, una megatona de TNT equival aproximadament a 4,184 petajoules.

## Origen i ortografia
En anglès, "tonne" és una grafia alternativa consolidada per a "metric ton". En anglès americà i britànic, "tonne" se sol pronunciar igual que "ton" (/tʌn/), però la "e" final també es pot pronunciar, és a dir, "tunnie" (/ˈtʌni/)
Als Estats Units, "metric ton" és el nom d'aquesta unitat utilitzat i recomanat pel NIST; una menció sense qualificar de "ton" sol referir-se a una tona curta de 2.000 lliures (907,2 kg) i en menor mesura a una tona llarga de 2.240 lliures (1.016 kg), amb el terme "tonne" rarament utilitzat en la parla o l'escriptura. Tots dos termes són acceptables en anglès canadenc.
"Ton" i "tonne" deriven ambdues d'una paraula germànica d'ús general a la zona del Mar del Nord des de l'Edat Mitjana (cf. anglès antic i frisó antic tunne, alt alemany antic i llatí medieval tunna, alemany i francès tonne) per designar una bóta gran, o tun. Una bóta plena, d'aproximadament un metre d'alçada, podia pesar fàcilment una tona. Vegeu també la paraula alemanya comuna de:Mülltonne (traducció literal: cubell d'escombraries).
La grafia "tonne" és anterior a la introducció del SI el 1960; s'ha utilitzat amb aquest significat a França des del 1842, quan no hi havia prefixos mètrics per a múltiples de 10⁶ i superiors, i ara s'utilitza com a grafia estàndard per a la mesura de massa mètrica a la majoria de països de parla anglesa. Als Estats Units, la unitat es referia originalment amb les paraules franceses millier o tonneau, però aquests termes ara estan obsolets. Les unitats imperials britàniques i les unitats consuetudinàries dels Estats Units són comparables a la "tonne" i l'ortografia de "ton" en anglès és la mateixa, tot i que difereixen en massa.

### Tona pre-mètrica francesa
Abans de la metrificació, la tona francesa consistia en 2.000 lliures franceses (livres). Per tant, una tona francesa d'aquella època pesava 979 kg en comparació amb una tona anglesa de 1016 kg. Abans de l'ús de "tonne" per a aquest pes, s'utilitzava "tonneau" (plural: tonneaux).

## Equivalències
Una tona equival a:
- 1.000 quilograms (kg) per definició.[20]
- 1.000.000 grams (g) o 1 megagram (Mg). El megagram és la unitat oficial corresponent del SI amb la mateixa massa. Mg és diferent de mg (mil·ligram).
- En lliures: Exactament 1000 / 0.453 592 37 lliures (lb) per definició de la lliura,[21] o aproximadament 2.204,622622 lb.[22]
- En tones curtes: Exactament 1 / 0.907 184 74 tones curtes (tn), o aproximadament 1,102311311 tn.
  - Una tona curta és exactament 0,90718474 t[23]
- En tones llargues: Exactament 1 / 1.016 046 9088 tones llargues (LT), o aproximadament 0,9842065276 LT.
  - Una tona llarga és exactament 1,0160469088 t.[23]
- Una tona és la massa d'un metre cúbic d'aigua pura a 4 °C (39 °F).[a]

## Usos alternatius

### Unitats de tona mètrica
Una unitat de tona mètrica (mtu) pot significar 10 kg en el comerç de metalls, particularment als Estats Units. Tradicionalment, es referia a una tona mètrica de mineral que contenia un 1% (és a dir, 10 kg) de metall.
El següent extracte d'un llibre de text de geologia minera descriu el seu ús en el cas particular del tungstè: 
| «                                                                                          | Els concentrats de tungstè solen comercialitzar-se en unitats de tona mètrica (originalment designant una tona de mineral que conté un 1% de WO3, avui utilitzada per mesurar quantitats de WO3 en unitats de 10 kg. Una unitat de tona mètrica (mtu) de tungstè (VI) conté 7,93 quilograms de tungstè. | » |
| — Walter L Pohl, Economic Geology: Principles and Practices, English edition, 2011, p 183. | |   |

En el cas de l'urani, "MTU" s'utilitza de vegades en el sentit de "tona mètrica d'urani" (1.000 kg)

### Ús de la massa com a indicador d'energia
Com a unitat equivalent d'energia, hi ha diferents tipus de tones:
- Tona equivalent de carbó: Unitat d'energia equivalent a l'energia produïda per la combustió d'una tona de carbó.[1]
- Tona equivalent de petroli: Unitat d'energia equivalent a l'energia produïda per la combustió d'una tona de petroli.[1] La tona equivalent de petroli (tep) és una unitat d'energia: la quantitat d'energia alliberada en cremar una tona de petroli cru, aproximadament 42 GJ. Hi ha diverses definicions lleugerament diferents. Això és deu vegades més que una tona de TNT perquè s'utilitza oxigen atmosfèric.
- Equivalent en TNT: Mesura de l'energia alliberada per una explosió en relació al trinitrotoluè o TNT. En les explosions nuclears s'acostumen a utilitzar la quilotona, equivalent a l'energia despresa en l'explosió de 1.000 tones de TNT i megatona, equivalent a una explosió d'un milió de tones de TNT.[30][31]Es basa en un valor calorífic específica del TNT d'aproximadament 4,2 MJ/kg (o una caloria termoquímica per mil·ligram). Per tant, 1 t TNT = aprox. 4,2 GJ, 1 kt TNT = aprox. 4,2 TJ, 1 Mt TNT = aprox. 4,2 PJ.

La unitat del SI d'energia és el joule. Una tona de TNT equival aproximadament a 4,2 gigajoules.

### Unitat de força
Com el gram i el quilogram, la tona va donar lloc a una unitat de força (ara obsoleta) amb el mateix nom, la tona-força, equivalent a uns 9,8 kilonewtons. La unitat també s'anomena sovint simplement "tona" o "tona mètrica" sense identificar-la com una unitat de força. A diferència de la tona com a unitat de massa, la tona-força no s'accepta per al seu ús amb el SI.

## Altres unitats de mesura
- Tona llarga:[32] és una unitat de massa del sistema anglosaxó o imperial de mesures utilitzada al Regne Unit i altres països de la Commonwealth equival a 2.240 lliures o 1.016,0469088 quilograms.
- Tona curta:  unitat de massa que equival a 2000 lliures (uns 907,185 quilograms).[33]
- Tonatge: mesura convencional de la capacitat o volum intern dels vaixells.[34]
- Quintar: unitat de mesura de massa equivalent a un terç de la càrrega i que conté quatre arroves. Segons la zona equivalia entre quaranta-un quilograms i mig i quaranta-dos.